# Vladislav al II-lea
Vladislav al II-lea (n. anii 1400 – d. 22 iulie 1456) a fost domn al Țării Românești din decembrie 1447 până la 15 aprilie 1456 (sau cca. 3 iulie 1456). Era nepot de fiu al lui Dan al II-lea, tatăl lui Vladislav, Danciul, fiind fiul lui Dan al II-lea.

## Biografie
Suirea sa pe tron, în condițiile tragice ale sfârșitului de an 1447, apare ca o necesitate pentru coaliția antiotomană condusă de Iancu de Hunedoara, voievodul Transilvaniei. Cunoscut fiind faptul că relațiile între Cavalerul Alb și Vlad Dracul, voievodul Țării Românești, erau explozive și mai ales că gurile rele spuneau că lui Iancu Corvin îi cam umbla gândul la tronul Basarabilor (după spusele cronicarului polon Ian Dlugosz) o escaladare a conflictului părea inevitabilă.
În vara lui 1437 (? anacronism- în 1437 Iancu Huniade era încă mic curtean la curtea regelui Sigismund), la curtea lui Iancu de Hunedoara poposește „ruda sa apropiată“ „Ladislau Walachus“ (Ladislau este echivalentul lui Vladislav) împreună cu suita sa, fiu de domn și pretendent la tronul părinților săi. Iancu îl ține pe lângă el căci planurile lui ambițioase necesitau și contribuția fără rezerve a celorlalte două țări române, iar în luptele pentru tron din acel an îl recomandă cu căldură brașovenilor. De altfel politica sa de amestec brutal în afacerile dinastice ale Țării Românești și Moldovei, mai târziu, îi vor atrage reproșurile regelui maghiar Ladislau Postumul care afirmă într-un act din 21 martie 1457  că „a suprimat voievozi ai Țării Românești și Moldovei, fideli regatului, punând în locul acestora oameni devotați lui“.
Poate că acest reproș se referea și la asasinarea lui Vlad Dracul, din noiembrie sau decembrie 1447, când „l-a ajuns moartea în satul Bălteni“ (DRH, B, vol.III, p. 289). În general se admite teoria că domnul muntean ar fi fost ucis la ordinul lui Iancu de Hunedoara, însă sunt câțiva istorici (vezi Nicolae Iorga „Istoria românilor“, vol. IV, p. 90-91) care pun în spatele afacerii pe Dan ( așa numit al III-lea), fratele lui Vladislav.
Perioada este absolut neclară în toate cronicile. Singurele lucruri sigure sunt că voievodul transilvan a întreprins o expediție militară împotriva lui Vlad Dracul începută în noiembrie, iar pe 4 decembrie 1447 emitea un document la Târgoviște în care se intitula „parcium Transalpinarum waywodam“ (voievod al părților transalpine). Titulatura este puțin neverosimilă mai ales că la întoarcerea în Brașov, pe 16 decembrie, nu mai purta titlul. Acest lucru a făcut ca actul să fie considerat drept fals. Lucrul important este că la acea dată Vlad Dracul nu mai trăia iar Țara Românească avea un nou domnitor. Problema acum apare, căci cronicile sunt împărțite când este vorba de numele acestuia, la fel ca și părerile istoricilor.
În general, cronicarii timpului folosesc formula „fiul lui Dan“, dar cum atât Vladislav al II-lea, cât și Dan al III-lea sunt fii lui Danciu, ea nu ajută cu nimic la elucidarea enigmei. Ba mai mult, un cronicar polonez afirmă că pe tron s-ar fi suit un anume Stanciu, iar un cronicar turc se referă la un „Basmara“ (posibil Basarab). În istoriografia modernă se acceptă ca variante de domnitori ambii frați. Astfel marele medievalist Francisc Pall („Intervenția lui Iancu de Hunedoara în Țara Românească și Moldova în anii 1447 - 1448“ în „Studii“, XVI, nr.5, 1963) afirmă că ar putea fi Dan al III-lea cel înscăunat de Iancu de Hunedoara, iar Vladislav al II-lea ar fi urcat pe tron din vara anului următor; însă istoricul Nicolae Stoicescu afirmă că mai degrabă Vladislav al II-lea ar fi putut urca pe tron, fiind în grațiile guvernatorului Ungariei, de fratele său nepomenindu-se nimic.
Din documentele interne nu s-a păstrat decât un rezumat al unui act emis de Vladislav al II-lea care nu poate fi datat decât aproximativ în intervalul de timp 1 septembrie 1447 - 31 august 1448.
Primul act care atestă clar pe Vladislav pe tronul Țării Românești este o scrisoare a lui Iancu de Hunedoara datată 7 august 1448 către Universitatea săsească în care anunța participarea „[...] ilustrului principe, domnului Vladislav, voievodul Țării Transalpine [...]“. După această dată lucrurile se limpezesc.
Încrederea arătată de voievodul Transilvaniei nu a fost trădată de Vladislav, căci în marea ofensivă din toamna acelui an i-a fost alături, iar în sângeroasa bătălie de la Kosovo din 18-19 octombrie probabil a comandat personal (după o versiune comandantul ar fi fost fratele său Dan) detașamentul de 6.000 de călăreți valahi (10.000 după alte versiuni, ceea ce însemna mai mult de 1/3 din armata creștină) care, după cronicile maghiare, au murit eroic pe câmpul de luptă, iar după cele turcești, încercuiți între trupele pașei de Anatolia și cele ale beylerbey-ului de Rumelia, Turakhan-Bey, s-au predat în momentul în care lupta era pierdută.
În acest timp, în țară, cu sprijin otoman, vine Vlad Țepeș, fiul lui Vlad Dracul, ridicarea pe tron fiind atestată de mai multe izvoare turcești. Această domnie este scurtă, condițiile în care a fost întreruptă o lună mai târziu rămân neclare. E greu de crezut o informație apuseană în care se afirma că Iancu de Hunedoara ar fi inițiat o campanie împotriva acelui domn, dând o mare bătălie în urma căreia a ucis 20.000 de turci și prinzând pe domnul instalat de turci i-ar fi scos ochii, apoi i-ar fi tăiat capul. Motivele respingerii unei asemenea informații sunt simple: la acea dată voievodul transilvan era prizonierul despotului sârb Gheorghe Branković, cât despre moartea lui Vlad Țepeș în acel an nu poate intra în discuție ca ipoteză.
Tratativele ce au urmat au adus în prim plan un illustris Radozla Waywoda Transalpinus, identificat cu Vladislav. Iancu a reușit, prin Tratatul de pace semnat la Adrianopol, în 1451, să diminueze consecințele gravei înfrângeri, prin oprirea expansiunii otomane în Țara Românească, Transilvania, Ungaria, Serbia, cu interdicția de a ridica noi fortificații de–a lungul Dunării, iar pentru Țara Românească a obținut autonomia, cu condiția ca domnul Vladislav al II–lea să plătească regulat haraciul catre Poartă și să–și indeplinească, în același timp, și obligațiile de vasalitate față de coroana Ungariei. Astfel dintr-o înfrângere care putea aduce anihilarea regatului maghiar se obține o neutralitate, creându-se un status-quo între cele două puteri, necesar lui Iancu de Hunedoara mai ales că presiunile interne deveniseră cel puțin la fel de periculoase ca cele externe.
În aceste condiții politica externă dusă de Vladislav al II-lea tinde a menține echilibrul. Garanțiile că nu va putea fi schimbat de pe tron până la expirarea status-quo-ului de trei ani prevăzut în tratat nu îi puteau oferi o asigurare fermă. Clauza prin care, la eventuala moarte a domnului în acest interval de timp, nu se putea pune altul afară de cel voit de adunarea nobililor era poate cel mai important punct obținut de voievod.
Angajamente din partea celor două puteri îi conferă posibilitatea de a consolida economia internă și a o adapta la noile condiții impuse de puterea ce amenința să înghită Europa. Pe fondul unui declin economic profund al statelor creștine care puteau contrabalansa dezvotarea otomană în zonă, probabil în toamna lui 1452, inițiază o reformă fiscală de anvergură înlocuind sistemul ponderal de inspirație apuseană, adaptându-l după cel al asprilor turcești (1,21 grame) din vremea lui Murad al II-lea și emite ducați din argint de 800 ‰ cu greutatea de 0,6 și bani cu greutatea de 0,3 grame. Această reformă a asigurat, în perspectivă, o oarecare stabilitate și dezvoltare dar mai ales autonomia economică a țării prin adaptare, model ce va fi adoptat și în plan politic, evitând astfel anexarea reală.
Tot pe plan intern inițiază o revigorare a legislației, punând să se traducă unele codice de legi bizantine sub denumirea de "Zakonicul de la Târgoviște", cel mai vechi manuscris cunoscut al unor pravile, copiat in Țara Românească la 1451 de gramaticul Dragomir.
Schimbarea sistemului monetar, ca și participarea la ceremoniile de investire a noului sultan Mehmed al II-lea aveau să schimbe optica lui Iancu de Hunedoara despre domnitorul valah. Iancu declanșează o serie represalii. Astfel în octombrie 1452 voievodul Transilvaniei cerea brașovenilor să nu mai primească „nici asprii, nici moneda voievodului transalpin“, pentru ca anul următor să își pună în practică și amenințările de anexare a celor două feude din Transilvania, Amlașul și Făgărașul, încredințând la 3 februarie 1453 feuda Amlașului către Scaunul Sibiului.
Cu toate acestea, Vladislav al II-lea respectă angajamentele față de regatul maghiar, ajutându-l în continuare pe Iancu de Hunedoara.
Situția se schimbă radical după 29 mai 1453, când Căderea Constantinopolului a impus noi condiții în relațiile cu Țara Românească și Moldova. Aceste presiuni foarte mari îl fac pe nunțiul papal Enea Silvio Piccolomini (viitorul papă Pius al II-lea) să afirme că „valahii au trebuit să se supună turcului“.
Acestă schimbare de atitudine a domnului valah a condus la o încercare de a-l înlocui din partea lui Iancu de Hunedoara în august, însă armata acestuia a fost înfrântă și ca represalii Vladislav al II-lea asediază și jefuiește Sibiul. Necesitatea de a avea liniște din partea Țării Românești îl face pe Iancu să accepte o pace și reluarea bunelor relații cu Vladislav, cu condiția ca acesta să plătească daunele făcute Sibiului.
Anul 1455 aduce noi presiuni din partea Imperiului Otoman asupra Țării Românești și Moldovei, odată prin masarea unei puternice flote pe Dunăre, apoi prin jefuirea crâncenă a Moldovei. Probabil acest lucru l-a determinat pe Iancu de Hunedoara să încerce înlocuirea ambilor domnitori, însă relațiile se normalizează iarăși în toamnă, pentru ca în iarnă să se deterioreze grav, căci Vladislav trimite un corp expediționar care asediază și cucerește o fortăreață a regatului maghiar (probabil Bran sau Ada Kaleh).
În primăvara anului următor Vladislav pătrunde în Transilvania pe fondul unor răscoale a populației ortodoxe împotriva încercărilor de catolicizare cu forța inițiate de regatul maghiar în zonă, asediind Făgărașul și devastând toate satele săsești din sudul acesteia, fapt care l-a determinat pe Ladislau Postumul, regele maghiar, să ceară insistent să înceteze aceste acțiuni militare lansate împotriva „posesiunilor comitelui Ioan“ (Iancu de Hunedoara).
În vara aceluiași an, Iancu de Hunedoara se decide să-l sprijine pe pretendentul Vlad, fiul lui Vlad Dracul, pentru ocuparea tronului în Muntenia, însă puternica ofensivă otomană din vară, care amenința Belgradul, l-a determinat să-și amâne planurile și să-i dea lui Vlad comanda defensivei în Transilvania, având sub arme steagurile românilor localnici precum și o seamă de boieri valahi pribegi. În august Vlad inițiază o campanie în Țara Românească, care îi aduce tronul.
Vladislav al II-lea „au pierit de sabie în mijlocul Târșorului“ fiind înmormântat la Mănăstirea Dealu, piatra sa tombală, pusă de Craiovești, pe care i-a făcut vlasteli, la începutul secolului următor dă drept dată a morții 20 august.